# Interregno (Transjordania)
El Interregno de Transjordania (en árabe; فترة خلو العرش في شرق الأردن: Fatrat Khului Alearsh Fi Sharq Al'Urduni, en inglés; Transjordan Interregnum) fue un país que se fundó al finalizar la guerra franco-siria el domingo 25 de julio de 1920, y que duró hasta el establecimiento del Emirato de Transjordania el lunes 11 de abril de 1921 por el Emir de la dinastía de la casa de la familia real hachemí Abdalá I, y en el tiempo conocido como período de entreguerras, pero que en realidad, fue un período corto durante el cual dicha nación de Asia Occidental estuvo desprovista de soberanía política, no tuvo un gobernante De facto ni una potencia ocupante que duró desde el fin de dicho conflicto bélico. Durante este periodo, se convirtió en una tierra de nadie o, como dijo el diplomático y político británico Herbert Louis Samuel, quedo políticamente abandonada; la región era extremadamente pobre, escasamente poblada y ampliamente considerada ingobernable.
Transjordania estaba en la esfera de influencia británica, pero los británicos no enviaron un ejército ni una administración, y el gobierno del Reino Árabe Hachemita de Siria bajo el emir Fáysal se había derrumbado después de ser derrotado por los franceses durante la batalla de Maysalun el 24 de julio de 1920, Pero los británicos en la vecina Palestina optaron por evitar "cualquier conexión definitiva entre ella y Palestina", y la "Solución Sharifiana" británica para el área comenzó a desarrollarse.  La Organización Sionista Mundial fracasó en el intento de agregar el área al mandato británico de Palestina. Los esfuerzos del alto comisionado para Palestina, Herbert Samuel, fueron anulados por el ministro de Asuntos Exteriores británico Lord Curzon.

## Decisión británica de no imponer una ocupación directa

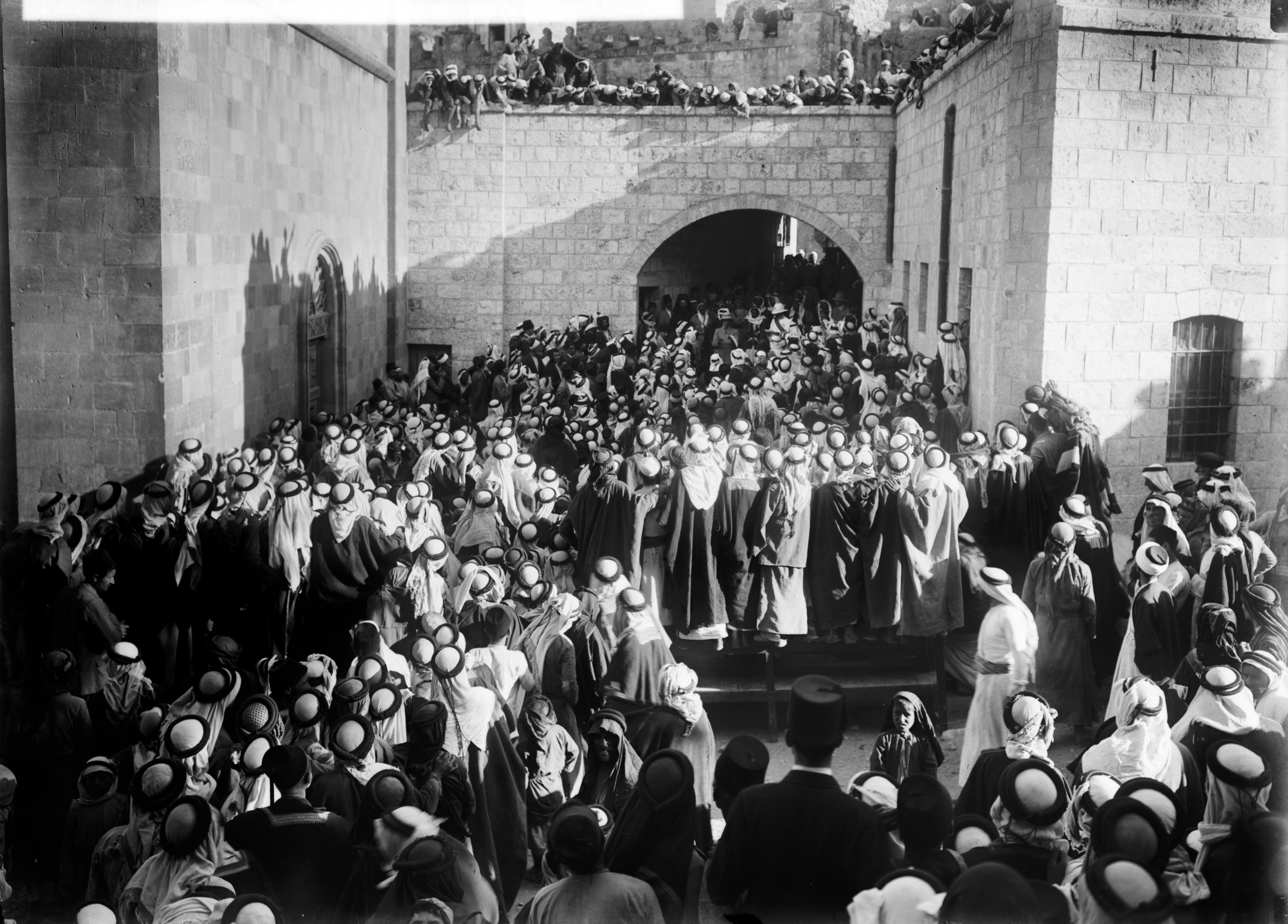
Primera visita de Herbert Samuel a As-Salt, el 21 de agosto de 1920 en el patio de la iglesia católica de la Asunción de Nuestra Señora. Samuel fue advertido unos días después por Curzon, quien instruyó que: "No debe haber dudas sobre el establecimiento de una administración británica en esa área".

### Desarrollo de la política
A principios de 1920, surgieron dos principios dentro del gobierno británico: el primero era que el gobierno de Palestina no se extendería al este del Jordán, y el segundo era la decisión elegida por el gobierno. – aunque disputado – fue la interpretación de la Correspondencia McMahon-Hussein de 1915 que proponía que Transjordania había fuera incluida en el área de la «independencia árabe» mientras que Palestina tenía que ser excluida.
Al comienzo del interregno en Transjordania, los británicos repentinamente querían saber '¿qué es la 'Siria' que los franceses recibieron en la conferencia de San Remo?' e "¿incluye a Transjordania?". El ministro de Asuntos Exteriores británico, Curzon, finalmente decidió que no y que Transjordania seguiría siendo independiente, 

### Esfuerzos sionistas para agregar Transjordania a la administración palestina
El 6 de agosto de 1920, el secretario de Relaciones Exteriores británico, Earl Curzon, escribió al recién nombrado alto comisionado Herbert Samuel con respecto a Transjordania y le dijo: "Le sugiero que informe de inmediato que en el área al sur de la línea Sykes-Picot, no admitiremos autoridad francesa y que nuestra política para que esta zona es que sea independiente pero en estrecha relación con Palestina". Samuel respondió a Curzon: "Después de la caída de Damasco hace quince días... Los jeques y las tribus al este de Jordania totalmente insatisfechos con el gobierno shareefiano probablemente aceptarían un renacimiento", y pidieron poner partes de Transjordania directamente bajo su control administrativo.  Dos semanas después, el 21 de agosto Luego, Samuel visitó Transjordania sin autorización de Londres; en una reunión con 600 líderes en Salt, anunció la independencia del área de Damasco y su absorción en el mandato, cuadruplicando el área bajo su control por capitulación tácita. Samuel aseguró a su audiencia que Transjordania no se fusionaría con Palestina. Curzon estaba en el proceso de reducir los gastos militares británicos y no estaba dispuesto a comprometer recursos significativos en un área considerada de valor estratégico marginal. Curzon inmediatamente repudió la acción de Samuel; el 26 de agosto envió, a través del Ministerio de Relaciones Exteriores, una reafirmación de sus instrucciones para minimizar el alcance de la participación británica en el área – en particular afirmando que "no debe tratarse de establecer una administración británica en esa área". [A finales de septiembre de 1920, Curzon instruyó a Vansittart para que dejara indefinida la frontera oriental de Palestina y evitara "cualquier conexión definitiva" entre Transjordania y Palestina, a fin de dejar el camino abierto para un Gobierno árabe en Transjordania.
Curzon escribió en febrero de 1921: "Estoy muy preocupado por Transjordania... Samuel lo quiere como un anexo de Palestina y una salida para los judíos. Aquí estoy contra él”.

## Gobiernos locales
Tras el discurso de Samuel en agosto de 1920, los británicos comenzaron a alentar la creación de gobiernos locales autónomos en las siguientes regiones. Se enviaron a la región seis funcionarios políticos subalternos para asesorar sobre la creación de un gobierno autónomo; no se proporcionó apoyo militar, se les dio un apoyo financiero limitado y algunos de los oficiales no podían hablar árabe. El arreglo duró hasta abril de 1921, aunque a principios de febrero de 1921 los británicos habían llegado a la conclusión de que "la influencia del Rey Abdullah ahora ha reemplazado completamente la de los gobiernos locales y de los asesores británicos en Transjordania".

### Región de Ajlun
El mayor FitzRoy Somerset y el capitán Reginald Monckton fueron los oficiales políticos británicos asignados. para esta region.
El área era la más densamente poblada del país y posteriormente se dividió en cuatro gobiernos: Jabal Ajlun, Kura, Irbid y Jerash. El gobierno local de Jerash fue dirigido por Muhammad Ali Al-Mughrabi.

### Región de Balqa

#### Salt
El comandante Jhon Camp y el capitán Chisholm Dunbar Brunton fueron los oficiales políticos británicos asignados, más tarde se los entregó al capitán Frederick Peake, quien tomó el control general de la gendarmería.

#### Amán
El capitán Alan Kirkbride (hermano menor de Alec) fue el oficial político británico asignado.

### Región de Kerak
El capitán Alec Kirkbride fue el oficial político británico asignado.
Nombrado por Alec Kirkbride como el "Gobierno Nacional de Moab".
Considerado el más exitoso de los gobiernos.